# Lijst van voetbalinterlands Nederland - Nigeria (vrouwen)
Deze lijst van voetbalinterlands is een overzicht van alle voetbalwedstrijden tussen de nationale vrouwenteams van Nederland en Nigeria. Nederland en Nigeria hebben zeven keer tegen elkaar gespeeld. De eerste wedstrijd was op 11 september 1991 in Lagos. De laatste confrontatie was op 10 juni 2003 in Almere.

## Wedstrijden
| № | Plaats       | Datum             | Competitie        | Wedstrijd           | Uitslag |
| - | ------------ | ----------------- | ----------------- | ------------------- | ------- |
| 1 | Lagos        | 11 september 1991 | Vriendschappelijk | Nigeria − Nederland | 2 − 2   |
| 2 | Lagos        | 13 september 1991 | Vriendschappelijk | Nigeria − Nederland | 2 − 5   |
| 3 | Lagos        | 15 september 1991 | Vriendschappelijk | Nigeria − Nederland | 0 − 4   |
| 4 | Beek en Donk | 18 oktober 1991   | Vriendschappelijk | Nederland − Nigeria | 3 − 1   |
| 5 | Zeist        | 24 oktober 1991   | Vriendschappelijk | Nederland − Nigeria | 3 − 1   |
| 6 | Heemskerk    | 21 april 1999     | Vriendschappelijk | Nederland − Nigeria | 1 − 1   |
| 7 | Almere       | 10 juni 2003      | Vriendschappelijk | Nederland − Nigeria | 0 − 0   |

## Samenvatting
| Competitie        | Totaal gespeeld | Winst Nederland | Gelijk | Winst Nigeria | Doelsaldo Nederland – Nigeria |
| ----------------- | --------------- | --------------- | ------ | ------------- | ----------------------------- |
| Vriendschappelijk | 7               | 4               | 3      | 0             | 18 − 7                        |
| Totaal            | 7               | 4               | 3      | 0             | 18 − 7                        |